# Love Is All Around
Love Is All Around (englisch für „Liebe ist überall“) ist ein Lied der englischen Beat-Band The Troggs aus dem Jahr 1967; es wurde im Jahr 1994 sehr erfolgreich von Wet Wet Wet gecovert.

## Version von The Troggs
Das Lied Love Is All Around wurde weltweit im Oktober 1967 veröffentlicht und erlangte seitdem einen zunehmenden Bekanntheitsgrad. Geschrieben wurde es von Reg Presley, der sich durch eine Fernsehübertragung des Songs „Love That's All Around“ von der Joy Strings Salvation Army Band inspirieren ließ. Auf der B-Seite der Original-Single befindet sich das Stück When Will the Rain Come. Im Lied sind ein Streichquartett und Percussion-Effekte zu hören, welche wie ein Uhrwerk klingen. Der Rocksong ist stilistisch dem Psychedelic Rock zuzuordnen. Der Song fand Verwendung in einer Werbung von Gap Inc. und ist nicht mit dem Titellied von Mary Tyler Moore zu verwechseln.

## Version von Wet Wet Wet
Love Is All Around von Wet Wet Wet erschien erstmals als Teil des Best-of-Albums End of Part One – Their Greatest Hits am 8. November 1993. Am 9. Mai 1994 erschien das Lied erstmals als Single durch Precious Records, der Vertrieb erfolgte durch Polygram. Promotion erhielt der Titel unter anderem als Teil des Soundtracks zur Filmkomödie Vier Hochzeiten und ein Todesfall.

### Chartplatzierungen
Love Is All Around erreichte in der Version von Wet Wet Wet Rang zwei der deutschen Singlecharts und musste sich lediglich I Swear von All-4-One sowie Eins, zwei, Polizei von Mo-Do geschlagen geben. Die Single platzierte sich 13 Wochen in den Top 10 und 40 Wochen in den Top 100. Wet Wet Wet erreichten hiermit zum sechsten Mal die deutschen Singlecharts, es wurde zu ihrem einzigen Top-10-Hit. Es konnte sich auch keine Single länger in den Charts platzieren. Zuvor erreichte die Single Goodnight Girl mit Rang 35 die höchste Chartnotierung der Band in Deutschland und Sweet Surrender hielt sich mit 21 Wochen am längsten in den Charts. In den deutschen Airplaycharts platzierte sich die Single für zehn Wochen an der Chartspitze, solange wie kein anderer Titel im Kalenderjahr 1994. Am Ende des Jahres 1994 belegte Love Is All Around Rang sieben der deutschen Single-Jahrescharts. Darüber hinaus erreichte das Lied die Chartspitze in Australien, Belgien, Neuseeland, der Niederlande, Norwegen, Österreich, Schweden und dem Vereinigten Königreich. Im Vereinigten Königreich platzierte sich die Single sogar auf Rang eins der Jahrescharts 1994.
| ChartsChartplatzierungen       | Höchstplatzierung | Wochen |
| ------------------------------ | ----------------- | ------ |
| Deutschland (GfK)              | 2 (40 Wo.)        | 40     |
| Österreich (Ö3)                | 1 (25 Wo.)        | 25     |
| Schweiz (IFPI)                 | 2 (27 Wo.)        | 27     |
| Vereinigte Staaten (Billboard) | 41 (20 Wo.)       | 20     |
| Vereinigtes Königreich (OCC)   | 1 (43 Wo.)        | 43     |

| ChartsJahrescharts (1994)    | Platzierung |
| ---------------------------- | ----------- |
| Deutschland (GfK)            | 7           |
| Österreich (Ö3)              | 2           |
| Schweiz (IFPI)               | 5           |
| Vereinigtes Königreich (OCC) | 1           |

### Auszeichnungen für Musikverkäufe
| Land/Region                  | Auszeichnungen für Musikverkäufe (Land/Region, Auszeichnung, Verkäufe) | Verkäufe  |
| ---------------------------- | ---------------------------------------------------------------------- | --------- |
| Australien (ARIA)            | 3× Platin                                                              | 210.000   |
| Dänemark (IFPI)              | Gold                                                                   | 45.000    |
| Deutschland (BVMI)           | Platin                                                                 | 500.000   |
| Neuseeland (RMNZ)            | 2× Platin                                                              | 20.000    |
| Niederlande (NVPI)           | Gold                                                                   | 50.000    |
| Österreich (IFPI)            | Platin                                                                 | 50.000    |
| Russland (NFPF)              | Gold                                                                   | 100.000   |
| Schweden (IFPI)              | Platin                                                                 | 50.000    |
| Spanien (Promusicae)         | Gold                                                                   | 30.000    |
| Vereinigtes Königreich (BPI) | 3× Platin                                                              | 1.800.000 |
| Insgesamt                    | 4× Gold · 11× Platin ·                                                 | 2.855.000 |

## Weitere Coverversionen
Weitere Coverversionen folgten von R.E.M., James Last feat. Richard Clayderman, The Persuasions, Mainstreet, Michael Wurst und Alkbottle. Im Jahr 2003 interpretierte Bill Nighy das Lied unter dem Titel Christmas Is All Around in der Rolle des Rockstars Billy Mack im Film Tatsächlich… Liebe. Diese Version platzierte sich Weihnachten 2003 auf Platz 26 der britischen Single-Charts.